# Daphnia balchashensis
Daphnia balchashensis — вид зяброногих ракоподібних родини Daphniidae.

## Поширення
Вид поширений в помірній Європі та Азії. Живе у чистих прісних озерах, ставках, болотах тощо. В горах трапляється на висоті до 1590 м, лише в Тибеті — до 4200 м над рівнем моря.